# باول تومسون (عالم نبات)
باول تومسون (بالإنجليزية: Paul Thomson)‏ هو عالم نبات أمريكي، ولد في 29 يونيو 1916، وتوفي في 31 مايو 2008.